# James Strachan
James Strachan (né à Montréal en 1876 et mort dans la même ville le 5 avril 1939) était un dirigeant de hockey sur glace du début du XXe siècle.

## Biographie

### Avec les Wanderers
Issu d'une famille de boulanger, il joue au hockey sur glace en tant que gardien de but amateur. Il fait partie des dirigeants de l'équipe des Victorias de Montréal qui remporte la Coupe Stanley à la fin du XIXe siècle.
En décembre 1903, il fonde les Wanderers de Montréal en récupérant une majorité de joueurs de l'Association athlétique amateur de Montréal (également connus sous le sigle MAAA), équipe championne de la Coupe Stanley en 1903, tous anglophones. Il tente alors d'intégrer la Canadian Amateur Hockey League, la plus fameuse des ligues de hockey au Canada de l'époque. Les Wanderers sont alors considérés comme des intrus dans la CAHL et les Capitals d'Ottawa sont traités de la même manière. Son homme fort, William Foran, et Strachan décident alors de fonder une nouvelle ligue de hockey : la Federal Amateur Hockey League.
Quatre équipes font alors partie de la ligue : les Wanderers, les Capitals, une équipe de Cornwall et une autre équipe de la ville de Montréal mais formée de joueurs francophones : Le National de Montréal dans laquelle évoluent les futurs grands joueurs du début de la Ligue nationale de hockey : Jean-Baptiste « Jack » Laviolette et Didier Pitre.
L'équipe des Wanderers remporte la première saison de la FAHL en remportant les six matchs de la « saison régulière » et ils ont alors le droit de défier les champions de la Coupe Stanley, les Sénateurs d'Ottawa. Le premier match se solde par un match laborieux et nul 5 buts partout au bout de quatre heures de jeu et 36 pénalités. Strachan refuse de jouer le second match si l'arbitre n'est pas changé mais les gérants de la Coupe Stanley refusent et excluent les Wanderers de la compétition.
Strachan tente encore une fois de faire intégrer la CAHL à son équipe mais la réponse reste inchangée par rapport à l'année précédente. Les Sénateurs ne font plus non plus partie de la CAHL alors que Le National rejoint la ligue. Les Sénateurs et les Wanderers jouent la saison 1904-05 dans la FAHL puis au lieu de tenter une nouvelle fois de se joindre à la CAHL, les deux équipes créent une nouvelle ligue : la Eastern Canada Amateur Hockey Association. L'ECAHA compte alors dans ses rangs les équipes suivantes : le MAAA, les Shamrocks de Montréal, les Victorias, les Sénateurs, les Bulldogs de Québec et les Wanderers. Cette création de ligue solde également la fin de la CAHL et Strachan voit sa nouvelle ligue devenir la ligue numéro un du Canada.
Son équipe finit à la première place à égalité de la saison régulière composée de 10 matchs avec Ottawa et une série a lieu en fin de saison pour déterminer le vainqueur de la Coupe Stanley. Ernie Russell inscrit 4 buts pour Montréal lors du premier match dans l'Aréna de Montréal, Frank Glass trois de plus et Moose Johnson deux de plus pour une victoire 9-1 de l'équipe locale. Lors du match retour, les Sénateurs l'emportent 9-3 avec les trois buts des Wanderers inscrits par Lester Patrick. Mais finalement ce sont les Wanderers qui sont sacrés champions de la Coupe Stanley 12 buts à 10.
Strachan milite par la suite pour donner aux joueurs de hockey un statut professionnels et il conduit une nouvelle fois son équipe à la Coupe Stanley la saison suivante même si au cours de la saison, ils perdent la Coupe contre les Thistles de Kenora dans laquelle évolue Art Ross. Les deux frères de James, Bill et Bert, sont membres de l'équipe. 
L'équipe remporte encore le titre en 1908 mais en 1910, la famille de Strachan décide de revendre la franchise à P. J. Doran.

### Avec les Maroons
En 1924, alors que les Wanderers n'existent plus depuis quelques saisons, une nouvelle équipe de hockey de Montréal pour les anglophones rejoint la ligue majeur d'Amérique du Nord : la Ligue nationale de hockey. Strachan devient le premier président de cette nouvelle équipe : les Maroons de Montréal. Sous sa direction, elle remporte la Coupe Stanley en 1926, sa quatrième personnelle.

### Décès
Strachan meurt à l'hôpital Royal Victoria à Montréal le 5 avril 1939. Il était âgé de 63 ans.